# Station Dębska Kuźnia
Station Dębska Kuźnia is een spoorwegstation in de Poolse plaats Dębska Kuźnia.